# Extensión analítica
En análisis complejo, que es una rama de las matemáticas, una extensión analítica (o continuación analítica) es una técnica para extender el dominio de definición de una función analítica dada. Una extensión analítica por lo general tiene éxito en definir valores adicionales de la función, por ejemplo en una región nueva en la que una representación mediante series infinitas con la que se había definido inicialmente a la función era divergente. 
La técnica de extensión por pasos puede sin embargo encontrar algunas dificultades. Estas pueden ser de naturaleza esencialmente topológica, que conducen a inconsistencias (con definiciones de más de un valor). O bien pueden relacionarse con la presencia de singularidades matemáticas. La situación es diferente en el caso de múltiples variables complejas, ya que en este caso las singularidades no son puntos aislados, y su investigación fue una de las principales razones para desarrollar la cohomología de haces.

## Discusión preliminar

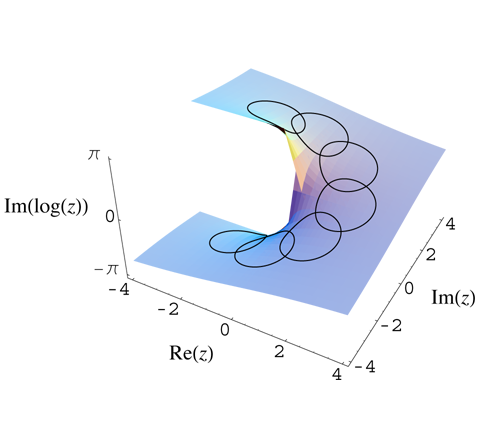
Extensión analítica del logaritmo natural (parte imaginaria).

Supongamos que f es una función analítica definida en un subconjunto abierto U del plano complejo C. Si V es un subconjunto abierto de C, que contiene a U, y F es una función analítica definida en V tal que 
F(z) = f(z) para todo z en U,
entonces F se denomina extensión analítica de f. En otras palabras, la restricción de F a U es la función f con la que se comenzó.
Las extensiones analíticas son únicas en el siguiente sentido: si V es conexo y es el dominio tanto de F1 como de F2, las dos extensiones analíticas de f, entonces 
F1 = F2
en todo punto. Esto se debe a que la diferencia es una función analítica que se anula en un conjunto abierto U (el dominio de f), y una función analítica que se anula en un abierto debe anularse en todo su dominio (suponiendo que el dominio es conexo) y por lo tanto debe ser cero.
Por ejemplo, dada una serie de potencias con radio de convergencia r alrededor de un punto a de C, se pueden considerar extensiones analíticas de la serie de potencias, o sea funciones analíticas F que se encuentran definidas en conjuntos más amplios que el disco abierto de radio r en a, en símbolos
{z : |z − a| < r},
y coincide con la serie de potencias en dicho conjunto. El número r es máximo en el sentido en que siempre existirá un número complejo z con 
|z − a| = r

tal que no se pueda definir en z una extensión analítica de la serie. Por lo tanto existe una limitación en la extensión analítica a discos más grandes con el mismo centro a. Por otra parte bien puede existir una extensión analítica a algunos conjuntos más grandes. Ello dependerá del radio de convergencia cuando se expande desde puntos b distintos de a; si este es mayor que 
r − |b − a|
entonces es posible utilizar la expansión en un disco abierto, parte del cual se encuentra fuera del disco original de la definición. Si no es así, entonces existe una frontera natural en el círculo comprendido.

## Aplicaciones
Una forma usual de definir funciones en análisis complejo es primero especificando la función en un dominio pequeño, y luego extenderla mediante extensión analítica. En la práctica, esta extensión es por lo general realizada estableciendo primero alguna ecuación funcional en el dominio reducido y luego utilizando esta ecuación para extender el dominio. Ejemplos en este sentido son la función zeta de Riemann y la función gamma.
El concepto de un espacio cubriente fue desarrollado inicialmente para definir un dominio natural para la extensión analítica de una función analítica. La idea de buscar la máxima extensión analítica de una función a su vez condujo al desarrollo de la idea de la superficie de Riemann.
La serie de potencias definida previamente es generalizada utilizando el concepto de germen. La teoría general de extensión analítica y sus generalizaciones es conocida como la teoría de haces.

## Definición formal de germen
Sea

{\displaystyle f(z)=\sum _{k=0}^{\infty }\alpha _{k}(z-z_{0})^{k}}

una serie de potencias convergente en el disco Dr(z0) := {z en C : |z - z0| < r} para r > 0. (Notar, que sin perder generalidad, aquí y en lo que sigue, siempre se supondrá que se ha elegido un valor de r máximo, aún si el valor es ∞). Notar también que sería equivalente comenzar con una función analítica definida en un conjunto abierto pequeño. El vector 
g = (z0, α0, α1, α2, ...)
es un germen de f. La base g0 de g es z0, el tallo de g es (α0, α1, α2, ...) y el top g1 de g es α0. El top de g es el valor de f en z0, la base de g.
Todo vector g = (z0, α0, α1, ...) es un germen si representa a una serie de potencias de una función analítica alrededor de z0 con un radio de convergencia r > 0. Por lo tanto, es posible referirse del conjunto de gérmenes {\displaystyle {\mathcal {G}}}.

## Teorema del gap de Hadamard
Para una serie de potencias
{\displaystyle f(z)=\sum _{k=0}^{\infty }\alpha _{k}(z-z_{0})^{k}}
con coeficientes principalmente nulos en el sentido de que ellos se anulan afuera de una serie de exponentes k(i) tales que 

{\displaystyle \lim _{i\to \infty }{\frac {k(i+1)}{k(i)}}>1+\delta \,}

para algún  δ > 0 fijo, el círculo con centro z0 y con radio el radio de convergencia constituye una frontera natural. Tal serie de potencias define una función lagunar.

## Teorema de Polya
Sea {\displaystyle f(z)=\sum _{k=0}^{\infty }\alpha _{k}(z-z_{0})^{k}} una serie de potencias, entonces existe {\displaystyle \epsilon _{k}\in \{-1,1\}} tal que 
{\displaystyle f(z)=\sum _{k=0}^{\infty }\epsilon _{k}\alpha _{k}(z-z_{0})^{k}}
posee un disco de convergencia f en torno a z0 como frontera natural.
La demostración de este teorema utiliza el teorema del gap de Hadamard.